# Buellia fraudans
Buellia fraudans är en lavart som först beskrevs av Karl Starbäck, och fick sitt nu gällande namn av Elix. Buellia fraudans ingår i släktet Buellia och familjen Physciaceae.   Inga underarter finns listade i Catalogue of Life.